# Kritik mot Treenighetsläran
Kritik mot Treenighetsläran omfattar idag allt från tvivel till avståndstagande som framförs av ett antal kristna trosinriktningar och av samtliga muslimer, judar och bahá'í-troende angående uppfattningen att Gud är en enda till sitt väsen men samtidigt tre hypostaser eller personer: Fadern (Gud), Sonen (Jesus Kristus enligt sin preexistenta natur) och Anden (Den Helige Ande). När det enbart handlar om kristna gruppers avvisande av treenighetsläran används begreppet antitrinitarism. Denna var mer utbredd under kristendomens första århundraden, och även om de ledande kristna biskoparna enades på 300-talet e.Kr. har debatten pågått ända fram till idag, och inbegriper även forskare.
Treenighetsläran är intimt förknippad med kristologin, läran om Kristi natur – människa, gud, eller båda delarna? Skapad eller född? Apostlarna som traditionellt anses ha skrivit Nya Testamentet klargjorde inte frågan, utan den blev föremål för debatt. Nya Testamentet är till och med motsägelsefull; båda sidor kan finna stöd i denna fråga. Formellt enades efter mycket möda och ändlösa debatter en rad sammankallade biskopar från den tidens kristnade värld vid ett kyrkomöte i Konstantinopel (nuvarande Istanbul) år 381 om treenighetsläran, att Gud är en natur i tre personer. Den ende Guden förklarades på ett mystiskt sätt, som är omöjligt för människan att fullt ut förstå, ha tre framträdelseformer (hypostaser). De som inte accepterade detta blev utstötta. Knappt 300 år senare anklagade den då nya religionen islam och dess heliga bok Koranen de kristna för avgudadyrkan; att bryta med den sanna monoteismen genom att dyrka tre gudar i stället för en:
| ”                                      | De som säger: "Gud är den tredje av ett tretal" förnekar sanningen - ingen annan gud finns än Gud, den Ende. Och om de inte upphör med sina påståenden, kommer de bland dem som yttrar dessa hädelser förvisso att drabbas av ett plågsamt straff. | „ |
| – Koranen, Sūratu al-Mā'idah, vers 73. | |   |

## Bakgrund
Biskopen i Alexandria – Alexander – fördömde arianismen, och på grund av stridigheterna kallade Roms kejsare Konstantin den store de kristna biskoparna till en överläggning, ett kyrkomöte, för att reda ut frågan. Inga judisk-kristna biskopar tilläts att delta. Syftet var att vinna stöd för föreställningen att Jesus Kristus var "en och samma varelse" som Gud Fadern - ett påstående som presbytern Arius och andra förnekade. I deras ögon var Jesus inte gudomlig, och de påpekade att den uppfattningen inte förekommer vare sig i skrifterna eller i den kristna traditionen. Arianernas övertygelse var att "det fanns en tid då Sonen inte fanns", medan övriga biskopar hävdade att Gud Fadern och Gud Sonen är av samma substans och har existerat tillsammans i evighet. Detta första kyrkomöte genomfördes i Nicaea år 325 e.Kr, och en majoritet av de ledande biskoparna gick då emot Arius kristusuppfattning med resultatet att arianerna fördömdes och stöttes bort så att de fick sitt centrum mera österut. Det var mot Arius åsikter som hela kyrkomötet var riktat, och stormiga möten och heta diskussioner präglade överläggningen, som alltmer drog ut på tiden. Till slut genomfördes en omröstning. Det exakta antalet röster är omstritt, men enligt segrarna, som vanligen skriver historien, var det bara Arius och hans två av kollegor som röstade emot dekretet, vilket innebär att förslaget antogs med 217 röster mot 3, och efter detta skickades Arius och hans båda kolleger i exil till ett område vid Donau. Biskoparna enades dessutom om den så kallade Nicenska trosbekännelsen, som fastslog att Sonen (Jesus Kristus) är om inte "av samma väsen som Fadern" så åtminstone "ett liknande väsens som Fadern", vilket bland annat den etiopiske biskopen inte kunde acceptera. 
Eftersom debatten och stridigheterna fortsatte kallades till ett nytt kyrkomöte år 381, denna gång i Konstantinopel. Efter veckor av diskuterande enades biskoparna om att fastställa en trosbekännelse där Jesus Kristus är Guds enfödde Son, men också "Gud av Gud, ljus av ljus, sann Gud av sann Gud, född och icke skapad, av samma väsen som Fadern". Senare, i Toledo år 589, gjordes även ett tillägg av katolska kyrkan – benämnt filioque – att den Helige Ande "Utgår av Fadern och Sonen". Konciliet i Chalkedon år 451 fastslog att Kristus har två naturer, förenade i en person. Många teologer ansåg då att denna dyofysitiska sats (talet om två naturer) alltför mycket påminde om Nestorius irrlära. De kyrkor som förkastade besluten från Chalkedon 451 förkunnade att Jesus Kristus inte har någon mänsklig utan endast en gudomlig natur. Dessa kallas idag icke-chalkedonensiska kyrkor, och inte som tidigare monofysitistiska. Till de icke-chalkedonensiska kyrkorna hör Armeniska apostoliska kyrkan, Etiopisk-ortodoxa kyrkan, Koptisk-ortodoxa kyrkan och Syrisk-ortodoxa kyrkan.
Treenighetsläran har således med mer eller mindre hårt motstånd utvecklats under de första århundradena efter Kristus. Bland kyrkofäderna har i den österländska kyrkan företrädesvis Basilius den store (död 379), Gregorius av Nyssa (död 395) och Gregorius av Nasians (död 390) bearbetat, utvecklat och fått stöd för sina definitioner vid kyrkomöten. I den västerländska, katolska kyrkan har bland annat Augustinus (död 430) gjort liknande insatser.
Islam växte fram på den arabiska halvön, i en miljö där en tydlig tro på en enda Gud representerades av judendom och Arius version av kristendomen. Det är en av anledningarna till att lärda muslimer aldrig kunnat acceptera att Gud på ett mystiskt sätt kan ha tre framträdelseformer. Arianismen var nämligen en kristen lära, utformad av Arius från Alexandria (död 336 e.Kr.), som hävdade att Jesus inte var gudomlig utan ett skapat väsen – det första och mest fullkomliga verk som Gud har skapat. Även om Sonen är Faderns fullkomligaste verk är de väsensskilda och Guds Son kallas Son endast i samma mening som människorna kallas Guds folk. På samma sätt är Den Helige Ande Faderns näst fullkomligaste verk. Fadern är alltså ensam störst, vilket Jesus tydligt vittnade om i evangelierna (se Johannesevangeliet 14:28). Treenighetsbegreppet är således, enligt arianismen, ett falskt och hädiskt sätt att beskriva Gud. Islam skriver i Koranen 5:73 att "De som säger: "Gud är den tredje av ett tretal" förnekar sanningen - ingen annan gud finns än Gud, den Ende"

## Rörelser som tillbakavisar treenighetsläran
Förespråkare av treenighetsläran hävdar att förekomsten av tre hypostaser möjliggör tanken att Sonen nedstiger till jorden som människan Jesus Kristus, samtidigt som Gud Fadern är kvar i himlen, och utan att den monoteistiska tron på en Gud i första budets mening, förnekas. Gud Fadern sände Sonen Jesus, också Gud, till jorden för att lida och dö för mänsklighetens synder. Om Sonens gudomlighet tillbakavisas så förnekas även människans möjligheter till frälsning, enligt den trinitariska teologin.
Flera rörelser förnekar treenighetstanken, däribland unitarismen, Reformationsrörelsen, kristadelfianerna, Jehovas vittnen, Jesu Kristi kyrka av sista dagars heliga och andra mormonkyrkor, Oneness-rörelsen, swedenborgianismen, branhamismen, Iglesia ni Cristo, United Pentecostal Church, The True Jesus Church, Familjefederationen för Världsfred och Enighet samt Philadelphia Church of God och andra trossamfund som tillägnat sig Herbert W Armstrongs läror. Den framväxande messianska rörelsen, den så kallade messianska judendomen, förnekar i vissa grenar också treenigheten helt. Man anser att treenighetsläran står i strid med den strikta monoteism som uttrycks i det första budet och som Jesus själv bekände sig till: "Hör, Israel! Herren är vår Gud, Herren är en," (den judiska trosbekännelsen, Mark. 12:29). Man hänvisar även till bibelordet i Apostlagärningarna 3:13: "Gud har förhärligat sin tjänare Jesus".
Treenighetsläran stöds av de flesta kristna kyrkor och samfund, både de västliga (katolska och protestantiska) och de östliga kyrkorna (Ortodoxa kyrkan), liksom de förkalcedonensiska eller orientaliska kyrkorna. Det stora flertalet av de kristna kyrkorna erkänner alltså treenighetsläran, och går här under den gemensamma benämningen trinitarier. De kristna grupper som förnekar treenighetsläran går under beteckningen antitrinitarier. Den här artikeln går igenom kritik mot treenighetsläran från olika antitrinitariska källor. Trinitariska argument presenteras i huvudartikeln Treenighetsläran.

## Argument och tro

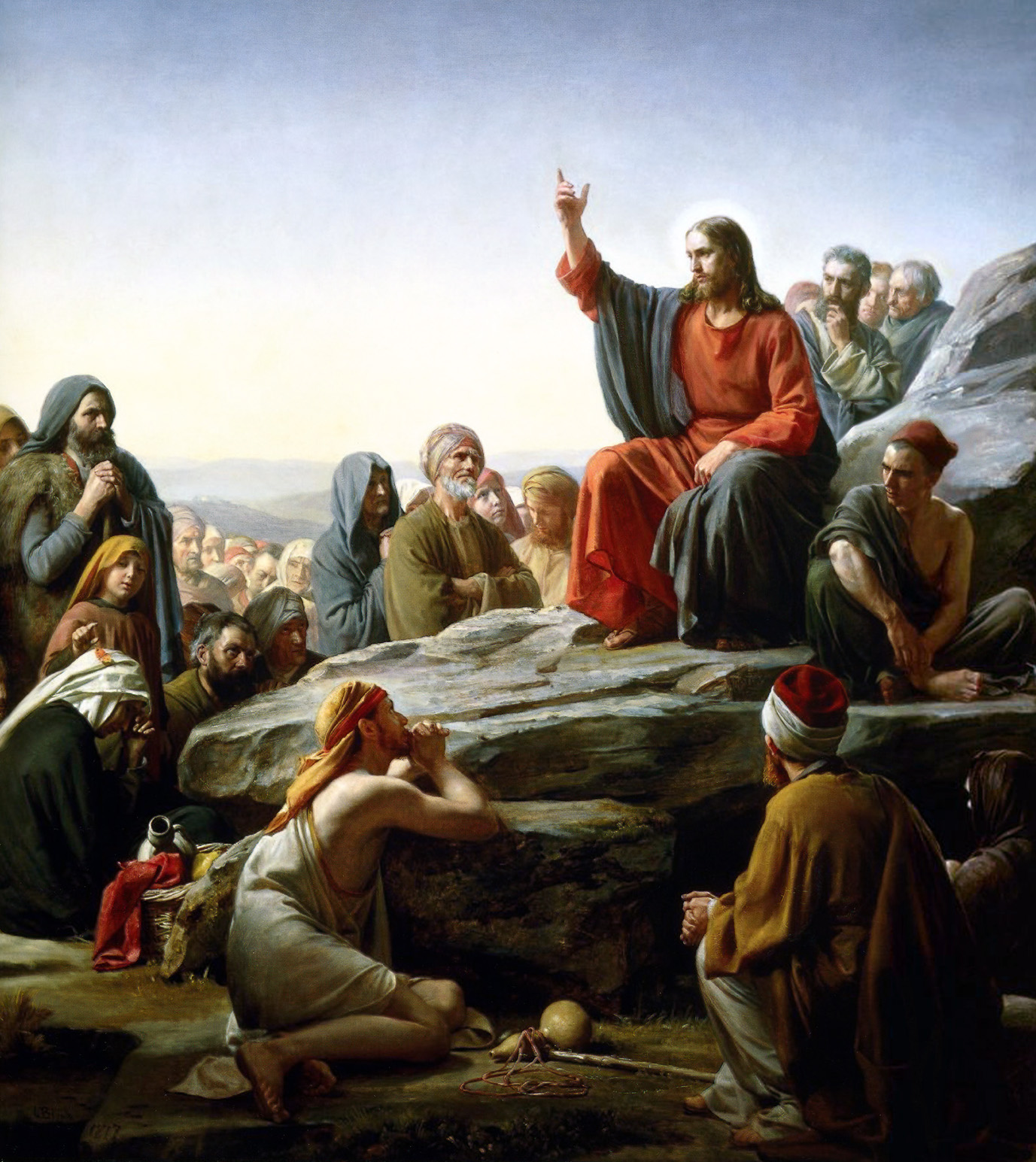
Jesu bergspredikan. Enligt arianismen använde Gud Jesus som sin främste talesman, "Ordet".

Kristet orienterade kritiker av treenighetsläran menar att vad Jesus och de första kristna trodde skiljer sig mycket från treenighetsläran, som den kom att formuleras av de så kallade ekumeniska koncilierna . De framhåller därför att den formulering av treenighetsläran som gjordes av Athanasius och som accepterades vid kyrkomötet i Nicaea fastställdes nära trehundra år efter det att Jesus lämnat denna jord, som en politiskt motiverad doktrin och som ett resultat av åsiktsskillnader inom den tidiga kyrkan . De anser också att läran visar spår av förkristna religioner som i vissa fall har principer med gudar i tretal, och markerar att Bibeln förvarnade läsarna att se upp för människornas förvillande läror (Matt. 15:9; Ef. 4:14) . Vissa avvisar även tron på Jesus som Gud, och tror istället på honom som en stor profet, en perfekt skapad människa, som Messias eller som en andlig revolutionär. Judar och muslimer förkastar också tron på Jesus som Gud, även om muslimerna tror att han var Messias. Se Isa.
Antitrinitarier stöder sig också på att det i Jesu sätt att be, såsom det återges i evangelierna, framgår att han erkänner Faderns överlägsenhet över Sonen/sig själv, och att Fadern är en egen individ skild från honom. Jesu rop på korset: "Min Gud, min Gud, varför har du övergivit mig?"  visar att han inte ser sig själv som identisk med Gud. Jesus bad också, innan han blev avrättad: "Fader, om du vill, ta då den här bägaren ifrån mig. Men låt ändå inte min vilja ske, utan din" (Luk. 22:42). De framhåller det orimliga i tanken att Jesu vilja i så fall skulle kunna vara annorlunda än hans Faders, om Gud och Jesus är "ett och samma väsen" . 
Enligt arianismen är Sonen (Jesus Kristus) ett skapat väsen, den första och högsta av alla skapade varelser, men inte Gud. Det har funnits en tid när Guds Son ännu inte skapats. Fadern (Gud) har skapat Sonen ur intet, inom tidens gränser. Även om Sonen är Faderns fullkomligaste verk är de väsensskilda och Guds Son kallas Son endast i samma mening som människorna kallas Guds folk ("Anden själv vittnar tillsammans med vår ande om att vi är Guds barn," (Rom. 8:16). Fadern ses alltså som ensam störst, vilket arianerna betonar att Jesus själv vittnade om: "Fadern är större än jag" (Joh. 14:28). När Bibeln kallar Jesus för Gud, gör den det endast som ett ärenamn.
Kritikerna betraktar således treenighetsläran som ett falskt och hädiskt sätt att beskriva Gud, och ett i allra högsta grad ofullkomligt, mänskligt teologiskt/filosofiskt resonemang. Thomas Jefferson (1743-1826), USA:s tredje president och författare till The Jefferson Bible, sade bland annat: "Idéer måste vara distinkta innan förnuftet kan börja agera efter dem, och ingen människa har någonsin haft en distinkt idé om treenigheten. Det är ren abrakadabra från de skojare som kallar sig Jesu tjänare."
Sir Anthony Buzzard, författare till boken The doctrine of the Trinity: Christianity's self-inflicted wound, utbildad vid Oxford University och Bethany Theological Seminary i Chicago och grundare av Stone-Campbells reformationsrörelse (The Restoration Fellowship), formulerar i dokumentären The Human Jesus kritiken på följande sätt :
| ”                                             | Jesus var jude och tog väl vara på sin judiska härstamning och tradition. Det mest fundamentala i den judiska gudsuppfattningen är tron på Gud som en, vilket Jesus passionerat demonstrerar i Markusevangeliet med den judiska, monoteistiska trosbekännelsen (sh'ma), nära relaterad till kapitel 4, vers 35 i Femte Mosebok: ”Du har själv fått se detta för att du skulle förstå att det är Herren som är Gud, det finns ingen annan än han.” Föreställningen att Gud uppenbarar sig själv som treenig är väldigt främmande både i de gammaltestamentliga texterna och i Jesu uppfattning och tänkande. Treenighetstanken fanns inte på Jesu tid, och om så hade varit fallet skulle den med all säkerhet ha varit obekant för honom och hans omgivning. Jesus var inte trinitarier, utan bekände sig till den ende sanne Guden, och skulle utan tvivel ta avstånd från tanken på att någon utom Herren själv skulle vara Gud. Idag har tyvärr de flesta som hävdar sig vara anhängare till Jesus, i motsats till dennes lära om Gud, övergivit den judiska trosbekännelsen och upphöjt honom till en ställning som gudom. Och om någon säger att Sonen också är Gud, framställer han/hon idén om två gudar, något som bara kan undvikas genom exceptionellt svårt och invecklat bortförklarande, som att påstå att det är ett mysterium, som måste uppfångas utan att nödvändigtvis förstås, vilket är en märklig åtskillnad. | „ |
| – ur The Human Jesus, filmad av Mark Dockery. | |   |

## Bibeln
Treenigheten nämns inte explicit i Bibeln. The New Encyclopædia Britannica säger: ”Varken ordet treenighet eller den uttryckliga läran förekommer i Nya testamentet, ej heller avsåg Jesus eller hans anhängare att motsäga trosbekännelsen i Gamla Testamentet: ”Hör, o Israel, Herren är er Gud, Herren är en” . Doktor Alvan Lamson säger i sin bok The Church of the First Three Centuries att läran om treenigheten ”härrörde från en källa som helt skilde sig från de judiska och kristna skrifterna, att den växte fram och inlemmades i kristendomen via kyrkofäder som omhuldade de platonska idéerna (dom platoniska fäderna)” . 
Världsevangelisten och pingstpastorn William M Branham (1909-1965), vars efterföljare kallas "branhamiter", lärde att "Treenighetsläran kommer från Djävulen." Jag säger detta för att SÅ SÄGER HERREN. Studera dess ursprung. Denna lära härstammar från det Nicenska Rådet där den Katolska kyrkan tog makten. Ordet "treenighet" nämns inte någonstans i hela Bibeln och precis som tanken på tre gudar, kommer det från helvetet. Det finns bara en Gud. Det är fullständigt rätt."
Ett katolskt uppslagsverk påpekar att treenighetens doktrin var okänd för de tidiga kristna och att den formulerades under 300-talets sista tredjedel . Enligt bibelforskaren professor Bart D. Ehrman uppfattar inte flertalet författare av Nya Testamentet att Jesus själv var Gud. Ordet Gud förekommer över 1 300 gånger i Nya Testamentet och implicerar inte en enda gång existensen av mer än en person i Gudomen, eller att denna är någon annan än Fadern. Antitrinitariska kristna hänvisar också till aposteln Johannes, bland annat Joh. 20:31, som talar om Jesus som "Messias" och "Guds Son", vilket de menar bevisar att han enligt Johannes är underordnad Gud och alltså inte själv Gud. Jesus kallas helt enkelt "en man" många gånger i skrifterna: Joh. 8:40; Apg. 2:22, 17:31; 1 Tim. 2:5, etc. I kontrast till detta säger Bibeln klart och tydligt att "Gud är ingen människa" (4 Mos. 23:19) och "ty jag är Gud och inte människa" (Hosea 11:9). Det finns flera verser i Nya Testamentet som kan framstå som motsatta treenighetsläran och som ofta citeras av motståndare till trinitarismen (till exempel nedanstående verser). De har på olika vis förklarats eller tolkats av kyrkofäderna och andra under historiens lopp, ofta som svar på heretiska tendenser och med hänvisning till spänningen mellan motsatser. Även om trinitarier förklarar dessa uppenbara motsättningar med hänvisning till det mystiska och paradoxala i Treenigheten i sig, framhäver antitrinitarer att det finns litet, om ens något bibliskt stöd för treenighetsläran. De framkastar också att förvirringen i de trinitariska argument, vilka har innefattat användningen av filosofi, är i strid mot de bibliska grundsatserna av enkelhet och klarhet i doktriner. I enlighet med en särskild förståelse för "sola scriptura", menar även en del kritiker att eftersom doktrinen om treenigheten inte är klart uttalad i Bibeln, kan den inte heller vara nödvändning för frälsning.
Johannesevangeliet 1:1 ("I begynnelsen fanns Ordet, och Ordet fanns hos Gud, och Ordet var Gud") citeras ofta som stöd för treenighetstanken, då man menar att "Ordet" syftar på Jesus. Antitrinitarier förklarar dock att så inte är fallet, att "Ordet" inte är synonymt med Jesus eller "Messias" och att versen hänvisar till Guds sätt att uttrycka sig själv; hans anledning, syfte och planer, i synnerhet som de förts till handling. Detta skall ha kommit genom hans skapelse, genom profeternas ord och genom Skriften, det skrivna Ordet. "I begynnelsen var Ordet" betyder följaktligen inte "I början var Sonen". Även Johannesevangeliet 8:58 ("Sannerligen, jag säger er: jag är och jag var innan Abraham blev till") har citerats flitigt som stöd för treenighetstanken. Trinitarier hävdar att Jesus i denna vers använder sig av det heliga gudsnamnet (JHVH i Gamla Testamentet) och att han därför måste vara Gud. Antitrinitarier menar att så är ingalunda fallet. Att säga "jag är" (Ἐγώ εἰμι, egó eimi) gör inte en person till Gud. Den blindfödde mannen som Jesus helade gjorde inte anspråk på att vara Gud då han sade "jag är mannen". Fortfarande lyder grekiskan precis som vid Jesu uttalande, "jag är". Paulus använde också samma fras om sig själv när han önskade att alla män var "som jag är" (Apostlagärningarna 26:29). Således kan man konstatera att det inte gjorde Paulus eller den blindfödde mannen eller Kristus till Gud när de sade "jag är". Jesaja 9:6 ("och detta är hans namn:
Allvis härskare, Gudomlig hjälte, Evig fader, Fredsfurste") tros av antitrinitarier vara felaktigt översatt; ordet som översatts med "evig" betyder egentligen "ålder" eller "tid", och den korrekta översättningen är att Jesus kommer kallas "fadern av [den kommande] åldern/tiden." Den svenske antitrinitariern Helge Åkeson använde till exempel i sin egen bibelöversättning ordet "tidsåldrig" istället för "evig".
Jesus kallas "Guds son" mer än 50 gånger i Bibeln. Inte en enda gång kallas han "Gud, Sonen".

## Bibelverser citerade som kritik
- "Du skall inga andra Gudar ha jämte mig." (Det första budordet, 2 Mos. 20:3)
- "Gud är en, och en är förmedlaren mellan Gud och människor, människan Jesus Kristus." (1 Tim. 2:5)
- "Herren din Gud skall du tillbedja, och honom allena skall du tjäna." (Matt. 4:10)
- "Fadern är större än jag." (Joh. 14:28)
- "Ty även om det finns så kallade gudar, i himlen eller på jorden - och det finns ju många gudar och många herrar - så har vi bara en Gud, fadern från vilken allting utgår och som är vårt mål, och bara en herre, Jesus Kristus genom vilken allt är till och genom vilken vi är till." (1 Kor. 8:5-6)
- "Så säger Herren, Israels konung, han som friköper dem, Herren Sebaot: Jag är den förste, jag är den siste. Det finns ingen annan Gud än jag." (Jes. 44:6)
- "Detta är min tjänare som jag har utvalt, den som jag älskar och som min själ har sin glädje i. Jag skall låta min ande komma över honom, och han skall förkunna rätten för folken." (Matt. 12:18)
- "Jag stiger upp till min fader och er fader, min Gud och er Gud." (Joh. 20:17)
- "...Kristus Jesus. Han ägde Guds gestalt men vakade inte över sin jämlikhet med Gud." (Fil. 2:5-6)
- "Herrens ande är över mig, ty han har smort mig till att frambära ett glädjebud till de fattiga. Han har sänt mig." (Luk. 4:18)
- "Och detta är det eviga livet: att de känner dig, den ende sanne Guden, och honom som du har sänt, Jesus Kristus." (Joh. 17:3)
- "Du (Jesus) är Messias, den levande Gudens son." (Matt. 16:15)
- Jesus svarade: "Varför kallar du mig god? Ingen är god utom Gud." (Mark. 10:18, Matt 19:17, Luk. 18:19)
- "Sannerligen, jag säger er: en tjänare är inte förmer än sin herre, och en budbärare inte förmer än den som har sänt honom." (Joh. 13:16)
- "...den ende Guden som har räddat oss genom vår herre Jesus Kristus..." (Jud. 25)
- "De fortsatte dag efter dag med att undervisa i templet och hemma och förkunna budskapet att Jesus är Messias." (Apg. 5:42)[44]
- "Ty vem i skyn kan mäta sig med Herren, vem av gudasönerna är Herrens like?" (Ps. 89:7)
- "Men om den dagen och timmen vet ingen något, inte ens himlarnas änglar, inte ens Sonen, utan bara Fadern." (Matt. 24:36)
- "Jesus svarade: Det förnämsta är detta: ”Hör, Israel! Herren är vår Gud, Herren är en,”" (Mark. 12:29, Jesus uttalar den judiska trosbekännelsen, 5 Mos. 6:4).
- "Gud har förhärligat sin tjänare Jesus". (Apg 3:13)